# OnLive

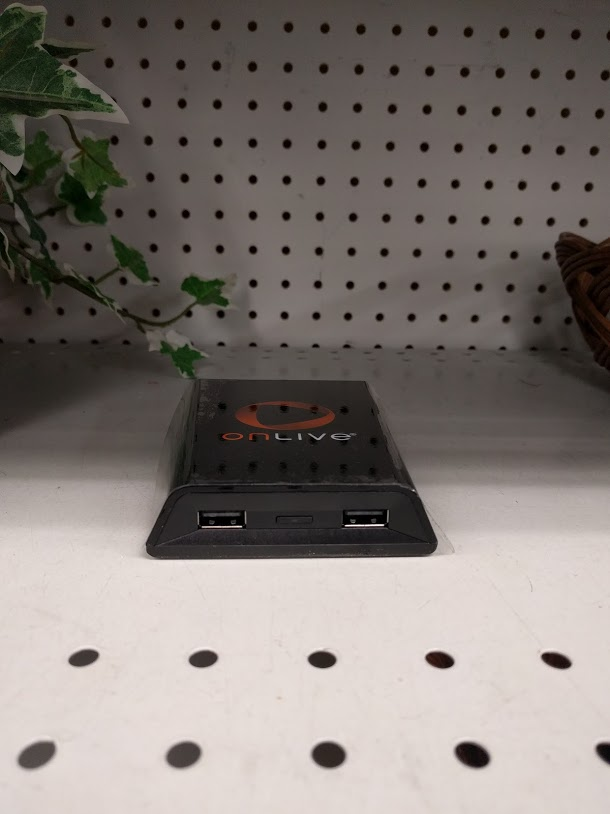
onlive en image

OnLive était un système de jeu à la demande dans le cloud,, : les jeux sont synchronisés, rendus et stockés sur des serveurs distants, et délivrés par Internet.
Le service est accessible depuis la microconsole OnLive, un PC sous Windows (XP, Vista, 7) et les Mac Intels sous OS X 10.5.8 ou supérieur, l'iPad et certains smartphones Android.
Un ordinateur peu puissant, tant qu'il peut jouer des vidéos, peut être utilisé pour jouer à n'importe quel jeu, puisque les jeux sont calculés sur les serveurs OnLive. Pour cette raison, ce service est considéré comme un concurrent sur le marché des consoles de jeux vidéo. Tous les jeux sont disponibles dans un format d'image 720p, contre  1080p pour la PlayStation 3 et la Xbox 360. OnLive recommande une connexion de 5 Mbit/s ou plus, et de 3 Mbit/s au minimum.
Plus de 20 éditeurs, parmi lesquels Nef electronics, Take-Two, Ubisoft, Epic Games, Atari, Codemasters, THQ, Warner Bros., 2D Boy, Eidos Interactive, sont partenaires d'OnLive.

## Historique
OnLive a été annoncé à la Game Developers Conference en 2009. Le service devait à l'origine sortir à l'hiver 2009.
Parmi les premiers investisseurs d'OnLive figuraient Warner Bros., Autodesk et Maverick Capital, ainsi qu'AT&T Media Holdings, Inc. et Lauder Partners. En mai 2010, OnLive annonce que British Telecom et Belgacom sont devenus des partenaires du service OnLive.
Le 10 mars 2010, OnLive annonce que le service OnLive serait lancé le 17 juin 2010, aux États-Unis, et que l'abonnement mensuel coûterait 14,95 $. Le 4 octobre 2010, OnLive annonce qu'il n'y aura plus d'abonnement, et que le service en lui-même serait dorénavant gratuit.
Le 11 mars 2010, le CEO d'OnLive, Steve Perlman, annonce le OnLive Game Portal, un moyen gratuit d’accéder aux locations et aux démos de jeux, mais sans les fonctionnalités sociales du système OnLive. Son lancement était prévu plus tard en 2010, après le lancement d'OnLive.
Le service OnLive a été lancé effectivement aux États-Unis le 17 juin 2010.
Le lancement au Royaume-Uni a eu lieu le 22 septembre 2011.
L'agence US Patent Office a accordé à OnLive un brevet fondamental pour le jeu dans le cloud le 7 décembre 2010.
Le 17 août 2012 la société a annoncé un nombre important de licenciements, avant l'annonce de l'acquision de la société par une société inconnue.
Le 3 avril 2015, la société a annoncé la fermeture de son service après le rachat des brevets d'OnLive par la marque Sony.

## Services
Le service de jeu est disponible depuis la microconsole OnLive, les consoles PlayStation 3, Xbox 360, Wii, les Wii U ainsi que sur l'iPad et certains smartphones Android
Onlive est aussi, depuis plus récemment, un service permettant d'avoir accès à un ordinateur tournant Windows 7 à partir d'un iPad grâce à Onlive Desktop. Le système d'exploitation tourne sur un serveur distant. L'image à afficher à l'écran est ensuite envoyée en streaming, en utilisant le même principe que le système de jeux. La version gratuite de l'application donne accès à 2 gigaoctets de stockage et est seulement disponible sur le marché américain.